# باتريك شوارزنيجر
باتريك شوارزينجر (بالألمانية: Patrick Schwarzenegger) هو عارض أزياء ، وممثل من الولايات المتحدة الأمريكية .ولد باتريك شوارزنيجر في 18 سبتمبر 1993 في مستشفى سانت جونز في لوس أنجلوس ، كاليفورنيا، يعيش باتريك في لوس أنجلوس ودرس في المدرسة الثانوية هناك، وهو المؤسس المشارك لشركة بروجكت 360 ، وهي شركة ملابس عصرية تتبرع بجزء من عائداتها إلى الجمعيات الخيرية.

## روابط خارجية
- باتريك شوارزنيجر على موقع IMDb (الإنجليزية)
- باتريك شوارزنيجر على موقع روتن توميتوز (الإنجليزية)
- باتريك شوارزنيجر على موقع ألو سيني (الفرنسية)
- باتريك شوارزنيجر على موقع أول موفي (الإنجليزية)
- باتريك شوارزنيجر على موقع قاعدة بيانات الفيلم (الإنجليزية)
- باتريك شوارزنيجر على موقع كينوبويسك (الروسية)